# Blanche Dayne
Blanche M. Dayne (25 de diciembre de 1871–27 de junio de 1944) fue una actriz estadounidense de vodevil, a menudo en un equipo de dúo con su marido, Will M. Cressy.

## Primeros años
Dayne nació en Troy, Nueva York, el día de Navidad de 1871; estuvo en el teatro desde una edad temprana.

## Carrera
Apareció en un espectáculo de Broadway, A Village Lawyer (1908), y en una película muda, Fifty Dollars a Kiss (1915). Otros créditos escénicos fueron papeles en escenas cómicas de vodevil, como The Old Homestead, Grasping an Opportunity, The Key of C, Bill Biffin's Baby, The New Depot, Town Hall To-night, and The Wyoming Whoop. En 1898, apareció con A. F. Fanshawe en los sketches A False Life, The Country Postmaster, An American Beauty, y Asa Jenkins.
Ella y su esposo formaron Cressy & Dayne, un popular acto de comedia de vodevil desde la década de 1890 hasta la década de 1920. En un informe de 1909 se los describía como "uno de los actores mejor pagados del vodevil actual". La pareja publicó Summer Days with Will Cressy and Blanche Dayne, un libro de fotos de sus viajes de verano, incluyendo su casa en New Hampshire, su viaje en automóvil por California y las fotografías que tomaron en una gira mundial en coche en 1910. Ellos también entretenían a las tropas de Francia durante la Primera Guerra Mundial, con la Overseas Theater League, fueron los primeros artistas que entraron en Verdun después del Armisticio. La salud de Will Cressy quedó permanentemente dañada por la exposición al gas químico durante su estancia en Francia.
En 1921, Blanche Dayne Cressy fue nombrada "una rotaria honoraria" por el Rotary Club de Providence, Rhode Island (las mujeres no eran admitidas como socias de Rotary en aquella época).

## Vida personal
Dayne se casó con Will M. Cressy, escritor y compañero de vodevil, en 1890. Murió en 1930. Ella murió en 1944, en la casa de su hermana en Hackensack, Nueva Jersey, a los 72 años.